# Bąków (powiat przysuski)
Bąków – wieś w Polsce położona w województwie mazowieckim, w powiecie przysuskim, w gminie Rusinów. Ma status sołectwa.
W latach 1975–1998 miejscowość należała administracyjnie do województwa radomskiego.
Wieś ma charakter rolniczy. Dominuje uprawa papryki i zbóż. W ostatnich kilku latach mieszkańcy przestawili się na uprawę papryki i pomidorów w tunelach foliowych, co jest teraz głównym zajęciem mieszkańców. We wsi znajduje się sklep spożywczo-przemysłowy. Dawniej w budynku OSP odbywały się huczne weekendowe zabawy taneczne, w których czynnie brała udział większość mieszkańców. 
Wieś położona jest w malowniczej okolicy. Dominują tam lasy i stawy. Okoliczni mieszkańcy są bardzo otwarci i mili dla przyjezdnych, nieznanych gości. Większość młodych ludzi wyjeżdża do Warszawy lub innych dużych miast na wyższe studia lub w poszukiwaniu pracy. 
We wsi Bąków znajduje się również duże, gminne boisko do gry w piłkę nożną. Odgrywają się tam regularne, niedzielne rozgrywki pomiędzy okolicznymi miejscowościami.
W ostatnich latach wybudowano dwa przystanki autobusowe, z których autobus zabiera dzieci do szkoły w Rusinowie. Powstały także wodociągi i rowy na poboczach. W 2009 r. oddano do użytku drogę łączącą wsie Bąków i Bąków Kolonię. 
Wierni Kościoła rzymskokatolickiego należą do parafii Najświętszego Serca Pana Jezusa w Sadach-Kolonii.